# Tribute (Band)
Tribute war eine schwedische Progressive-Rock- und Symphonic-Rock-Band, die 1982 in Norrköping, Schweden von Gideon Andersson und Josef (Christer) Rhedin gegründet wurde. Die Band erlangte insbesondere durch ihren sphärischen Sound, virtuose Kompositionen und den charakteristischen Gesang der Andersson-Schwestern Bekanntheit.

## Geschichte
Die beiden Multiinstrumentalisten Gideon Andersson und Christer Rhedin formierten die Band gemeinsam mit Gideons Schwestern Lena und Nina Andersson sowie dem Gitarristen Dag Westling. Die Musik von Tribute zeichnet sich durch eine Kombination aus akustischen und elektronischen Instrumenten aus, die oft komplexe und atmosphärische Klanglandschaften entstehen lässt. Der Gesang der Andersson-Schwestern verleiht der Musik eine melancholische skandinavische Note.
1985 schloss sich der renommierte Schlagzeuger Pierre Moerlen der Band an, der zuvor bei Gong gespielt hatte. Tribute traten zunächst als Bandmusiker bei der Aufnahme des Albums Breakthrough von „Pierre Moerlen's Gong“ auf. Seine Zusammenarbeit mit Tribute entwickelte sich jedoch schnell weiter, und er wurde ein festes Bandmitglied. Durch Moerlens Beteiligung gewann die Band an musikalischer Tiefe und Dynamik, was besonders bei ihren Live-Auftritten geschätzt wurde.
Die Band wurde sowohl für ihre Studioaufnahmen als auch für ihre Live-Performances bekannt, die nicht nur in Schweden, sondern auch in Deutschland und den Niederlanden für Begeisterung sorgten. Insbesondere in Norddeutschland fand Tribute eine treue Fangemeinde.

## Alben

### New Views (1984)
Das Debütalbum der Band, New Views, wurde 1984 im Karo-Studio in Münster aufgenommen und auf einem kleinen deutschen Label veröffentlicht. Es enthält den Szenehit „Icebreaker“ sowie den 22-minütigen Titeltrack, eine symphonische Rockkomposition. Das Album wurde ein großer Erfolg und etablierte Tribute als vielversprechende Band in der Progressive-Rock-Szene.

### Breaking Barriers (1986)
Nach dem Erfolg des ersten Albums und mit Pierre Moerlen als festem Mitglied verstärkte sich die Band weiter. Breaking Barriers wurde 1986 veröffentlicht und zeigte einen stärkeren Einfluss des Jazzrock. Der Song „Diesel Engine“ wurde zu einem Live-Favoriten. Die Band absolvierte bis Ende 1986 über 300 Konzerte, vor allem in Schweden, den Niederlanden und Norddeutschland.

### Live! - The Melody The Beat The Heart (1986)
Ein Teil der Konzerte von 1986 wurde aufgenommen und als Live-Album veröffentlicht. Die Aufnahmen entstanden unter anderem in der „Großen Freiheit“ in Hamburg. Das Album enthält neben bekannten Songs wie „Icebreaker“ auch unveröffentlichte Titel und unterstreicht die musikalische Virtuosität der Band.

### Terra Incognita (1990)
Das vierte und letzte Studioalbum, Terra Incognita, wurde 1990 aufgenommen. Nach personellen Veränderungen – Christer Rhedin und Pierre Moerlen verließen die Band – konzentrierte sich Gideon Andersson auf die symphonischen Elemente der Musik. Unterstützt von Mitgliedern des „Norrköpings Symfoniorkester“ entstand ein abwechslungsreiches Werk, das orchestrale Passagen mit zart arrangiertem Artrock und ethnischem Chorgesang verbindet. Der 22-minütige Titeltrack ist das Highlight des Albums.

## Wiederveröffentlichungen
Sireena Records brachte alle Alben von Tribute in remasterter Version heraus. Die Neuauflagen erscheinen in hochwertigen DigiPaks und enthalten Fotos und weiteres Material aus den Archiven der Band.

## Stil und Einfluss
Tribute kombiniert Progressive Rock mit symphonischen und jazzigen Elementen. Der Sound erinnert in Teilen an Künstler wie Mike Oldfield oder Tangerine Dream, wird aber durch skandinavische Melancholie und die markanten Gesangsharmonien der Andersson-Schwestern geprägt. Die Zusammenarbeit mit Pierre Moerlen verlieh der Musik eine zusätzliche rhythmische Tiefe.

## Diskografie

### Als Tribute
- 1984: New Views
- 1986: Breaking Barriers
- 1990: Live! The Melody the Beat the Heart (Live-Album)
- 1991: Terra Incognita

### Als Musiker in Pierre Moerlen's Gong
- 1986: Breakthrough